# 尊基里县
尊基里县，一译春吉里县，是柬埔寨南部省份贡布省的一个县。